# Manuel Wimmer
Manuel Wimmer (* 1992 in Teisendorf) ist ein deutscher Koch.

## Leben
Wimmer war 2018 Küchenchef im Bergrestaurant der Predigtstuhlbahn.
Von 2022 bis Ende 2024 war er Küchenchef im Gourmet Restaurant im Karner in Frasdorf, das 2023 und 2024 mit einem Michelinstern ausgezeichnet wurde.

## Auszeichnungen
- 2022: 7 Pfannen, Gusto Restaurantführer[4]
- 2023: 2,5 F die besten Restaurants Deutschlands, der Feinschmecker[5][6]
- 2022: 3 Diamanten Tip Küche; Varta-Führer
- 2023: Ein Michelinstern für das Restaurant  Gourmet Restaurant im Karner in Frasdorf[3]